# University of Chicago Press

Logo der University of Chicago Press

Die University of Chicago Press ist der größte Universitätsverlag in den Vereinigten Staaten. Sie wurde 1891 gegründet und wird von der University of Chicago geführt.
Die Books Division der University of Chicago Press hat seit 1892 schon über 11.000 Bücher veröffentlicht. Derzeit sind noch rund 5000 im Druck. Zu den bekanntesten Publikationen gehören The Chicago Manual of Style, The Structure of Scientific Revolutions von Thomas S. Kuhn, The Road to Serfdom von Friedrich August von Hayek und A River Runs Through It von Norman Maclean, der 1976 als erstes fiktionales Werk bei der Chicago Press verlegt und später von Robert Redford auch verfilmt wurde.
Die Journals Division ist zuständig für die Herausgabe von 72 Wissenschaftszeitschriften. Ihre erste Zeitschrift war das Journal of Political Economy, das 1892 erstmals herausgegeben wurde. Seit 1995 gab es Anstrengungen, um die Zeitschriften online zugänglich zu machen. Seit 2004 sind nun alle Zeitschriften der University of Chicago Press sowohl gedruckt wie auch online verfügbar.